# CNN Films
CNN Films est une société américaine de production et distribution cinématographique. Il s'agit de la filiale de Cable News Network (CNN) consacrée à la production cinématographique.
Créée en 2012, elle compte parmi ses productions notables Blackfish (2013) ou encore Apollo 11 (2019).